# Szatmári Attila
Szatmári Attila (Budapest, 1971. december 23. –) magyar színművész, szinkronszínész.

## Életpályája
1994-ben végzett a Nemzeti Színiakadémián Kézdy György, Nagy Zoltán és Trokán Péter tanítványaként. 1995 óta a Nemzeti Színház, majd az átnevezés, azaz 2000 után is a Pesti Magyar Színház társulatának tagja.
Színházi szerepei mellett sorozatokban, filmekben is látható, szinkronizál. 2012-től a Színiakadémián művészi beszédet oktat. 2017–2020 között a Színház- és Filmművészeti Egyetem drámainstruktor szakos hallgatója.

## Szerepei

### Színház
| \| Szerző \| A darab címe \| Bemutató dátuma \| S z í n h á z \| Játszott szerep \| \| ----------------------------------------------------------------------------------------------------------------------------------- \| ------------------------------------------- \| --------------- \| --------------------------------------------------------------- \| --------------------------------------------------------------------------------- \| \| Mikszáth Kálmán, Karinthy Ferenc, Benedek András \| A Noszty fiú esete Tóth Marival \| 1992. \| Nemzeti Színház \| Flótás \| \| Petőfi Sándor, Bakonyi Károly \| János vitéz \| 1992. \| Nemzeti Színház \| Első gazda \| \| Friedrich Schiller \| Don Carlos \| 1992. \| Nemzeti Színház \| Allesandro Farnese, pármai herceg, a király unokaöccse \| \| Jean Giraudoux \| Chaillot bolondja \| 1993. \| Nemzeti Színház Várszínház \| Életmentő \| \| Madách Imre \| Az ember tragédiája \| 1994. \| Nemzeti Színház \| Negyedik tanuló: XI. London \| \| Stanisław Wyspiański \| Menyegző \| 1994. \| Nemzeti Színház \| Staszek, Gazdáék szolgálója \| \| Balogh Elemér, Kerényi Imre \| Csíksomlyói passió \| 1994. \| Nemzeti Színház Várszínház \| \| \| Móricz Zsigmond \| Úri muri \| 1995. \| Nemzeti Színház \| Kondás \| \| Emmet Lavery \| Az Úr katonái \| 1995. \| Nemzeti Színi Akadémia Várszínház - Refektórium Nemzeti Színház \| Keene \| \| Victorien Sardou, Émile Moreau \| Szókimondó asszonyság \| 1995. \| Nemzeti Színház \| Corso \| \| John-Michael Tebelak \| Godspell \| 1995. \| Vörösmarty Színház Pelikán Udvar \| \| \| Miguel de Cervantes Saavedra, Dale Wasserman \| La Mancha lovagja \| 1995. \| Nemzeti Színház \| \| \| John-Michael Tebelak \| Godspell \| 1995. \| Nemzeti Színház Várszínház \| \| \| Németh László \| Villámfénynél \| 1995. \| Nemzeti Színház Várszínház, Refektórium \| Határvári Árpád \| \| Georg Kaiser \| A főnyeremény \| 1996. \| Nemzeti Színház Várszínház \| Axel, Magnussen fia \| \| Heltai Jenő, Johann Nepomuk Nestroy \| Lumpáciusz Vagabundusz vagy a három jómadár \| 1996. \| Nemzeti Színház \| Első kártyás \| \| Göncz Árpád \| Magyar Médeia \| 1996. \| Nemzeti Színház Várszínház, Refektórium \| Rendőr \| \| Madách Imre \| Az ember tragédiája \| 1997. \| Nemzeti Színház Várszínház \| \| \| Móricz Zsigmond \| Nem élhetek muzsikaszó nélkül \| 1997. \| Nemzeti Színház \| Viktor, pesti jogász \| \| William Shakespeare \| Romeo és Júlia \| 1998. \| Nemzeti Színház \| Benvolio \| \| Jókai Mór, Böhm György, Korcsmáros György \| A kőszívű ember fiai \| 1998. \| Nemzeti Színház \| Goldner Fritz \| \| Sütő András \| Balkáni gerle \| 1998. \| Nemzeti Színház \| Csaba \| \| Christopher Hampton \| Filantróp/Emberbarát (átdolgozás) \| 1998. \| Újreneszánsz Színház Merlin Színház \| John \| \| Herczeg Ferenc \| Majomszínház \| 1999. \| Nemzeti Színház \| Zuru \| \| Tennessee Williams \| Az ifjúság édes madara \| 1999. \| Nemzeti Színház Várszínház \| Dan Hatcher \| \| Boldizsár Miklós, Bródy János \| István, a király \| 2000. \| Nemzeti Színház \| Hont \| \| Heltai Jenő \| Szépek szépe \| 2000. \| Magyar Színház \| Szikora gróf, ceremóniamester \| \| Boldizsár Miklós, Bródy János \| István, a király \| 2001. \| Szegedi Szabadtéri Játékok. \| Hont \| \| William Shakespeare \| Téli rege \| 2001. \| Magyar Színház \| Dion \| \| John-Michael Tebelak \| Godspell \| 2002. \| Magyar Színház \| \| \| Heltai Jenő \| A néma levente \| 2002. \| Siklósi Nyári Várszínház Magyar Színház \| Tiribi, a király udvari bolondja \| \| William Shakespeare \| Vízkereszt, vagy amit akartok \| 2002. \| Magyar Színház \| Egy tengerészkapitány \| \| Bakonyi Károly, Martos Ferenc \| Bob herceg \| 2003. \| Magyar Színház \| Gipsy, pék \| \| Nyikolaj Vasziljevics Gogol, Vidnyánszky Attila \| Az orr \| 2003. \| Magyar Színház \| Iván, szolga \| \| Hector Crémieux, Ludovic Halévy \| Orfeusz az alvilágban \| 2005. \| Magyar Színház \| Phasphe, Tantus segédje \| \| Molière \| Scapin furfangjai \| 2005. \| Városházi Esték (Békéscsaba) \| Szilveszter, Octave szolgája \| \| Rejtő Jenő, Schwajda György \| A néma revolverek városa \| 2005. \| Magyar Színház \| Szakállas, 2. cowboy \| \| Alexandre Dumas, Peter Raby \| A három testőr \| 2006. \| Kongresszusi Központ \| Aramis \| \| Valla Attila, Szikora Róbert, (rajzfilm: Nepp József, film: Ternovszky Béla) \| Macskafogó \| 2006. \| Magyar Színház \| Macsó \| \| Jean Anouilh \| Becket, vagy Isten becsülete \| 2007. \| Magyar Színház \| II. francia báró; II. inas \| \| William Shakespeare \| A makrancos hölgy \| 2009. \| Gózon Gyula Kamaraszínház \| Lucentio; Hortensio; Szabó \| \| Bertolt Brecht \| A szecsuáni jó ember \| 2009. \| Magyar Színház \| Sánta \| \| Edmond Rostand \| Cyrano de Bergerac \| 2009. \| Magyar Színház \| \| \| Joseph Kesselring \| Arzén és levendula \| 2010. \| Magyar Színház \| Klein, rendőr \| \| Molnár Ferenc \| Liliom \| 2010. \| Pesti Magyar Színház \| A Hollunder fiú \| \| Federico Fellini (filmforgatókönyv), Neil Simon, Ennio Flaiano, Tullio Pinelli, Zöldi Gergely, Cy Coleman, Dorothy Fields \| Sweet Charity \| 2010. \| Pesti Magyar Színház \| Manfred; Portás; Hivatalnok; Barney \| \| John Ford \| Kár, hogy kurva \| 2010. \| Pesti Magyar Színház Sinkovits Imre Színpad \| Poggio, Bergetto szolgája \| \| Tennessee Williams \| Macska a forró tetőn \| 2011. \| Pesti Magyar Színház \| Tooker tiszteletes \| \| Georges Feydeau \| Osztrigás Mici \| 2011. \| Pesti Magyar Színház \| Étienne, Petypon inasa \| \| Berg Judit \| Rumini \| 2011. \| Pesti Magyar Színház \| Balikó, hajósinas, Rumini legjobb barátja \| \| Mark Twain, Miklós Tibor \| Tom Sawyer és Huckleberry Finn kalandjai \| 2012. \| Pesti Magyar Színház \| Mr. Dobbins, a tanító, humortalan agglegény; Brace Dunlap, lecsúszott ültetvényes \| \| Szerb Antal, Forgách András \| Holdvilág és utasa \| 2013. \| Pesti Magyar Színház Vasfüggöny mögötti játéktér \| Tamás \| \| Heinrich von Kleist, Tasnádi István \| Közellenség \| 2013. \| Pesti Magyar Színház Vasfüggöny mögötti játéktér \| Siegfried, Kunz, Lovász I. \| \| William Shakespeare, Mészöly Dezső \| Romeó és Júlia \| 2014. \| Magyar Színház \| Páris \| \| Ivanyos Ambrus[m 2] \| Vonalhúzás \| 2014. \| Magyar Színház - Sinkovits Imre Színpad \| Öcs \| \| Jeney Zoltán \| Rév Fülöp \| 2014. \| Magyar Színház \| Gyenes; Diás \| \| William Shakespeare \| Macbeth \| 2014. \| Magyar Színház \| Ross, skót thán \| \| Arnold Wesker, Lőrinczy Attila \| A konyha \| 2015. \| Magyar Színház \| Főpincér \| \| Billy Wilder, Peter Stone, I. A. L. Diamond, Robert Thoeren, Bátki Mihály, Miklós Tibor, Jule Styne, Bob Merrill, Topolcsányi Laura \| Van, aki forrón szereti \| 2016. \| Magyar Színház \| Dude, gengszter \| \| Dobozy Imre \| A tizedes meg a többiek \| 2016. \| Magyar Színház \| Fekete \| \| Böhm György, Korcsmáros György, Horváth Péter, Radványi Géza, Balázs Béla, Dés László, Nemes István \| Valahol Európában \| 2016. \| Magyar Színház \| Sofőr \| |                                             |                 |                                                                 |                                                                                   |
| Szerző | A darab címe                                | Bemutató dátuma | S z í n h á z                                                   | Játszott szerep                                                                   |
| Mikszáth Kálmán, Karinthy Ferenc, Benedek András | A Noszty fiú esete Tóth Marival             | 1992.           | Nemzeti Színház                                                 | Flótás                                                                            |
| Petőfi Sándor, Bakonyi Károly | János vitéz                                 | 1992.           | Nemzeti Színház                                                 | Első gazda                                                                        |
| Friedrich Schiller | Don Carlos                                  | 1992.           | Nemzeti Színház                                                 | Allesandro Farnese, pármai herceg, a király unokaöccse                            |
| Jean Giraudoux | Chaillot bolondja                           | 1993.           | Nemzeti Színház Várszínház                                      | Életmentő                                                                         |
| Madách Imre | Az ember tragédiája                         | 1994.           | Nemzeti Színház                                                 | Negyedik tanuló: XI. London                                                       |
| Stanisław Wyspiański | Menyegző                                    | 1994.           | Nemzeti Színház                                                 | Staszek, Gazdáék szolgálója                                                       |
| Balogh Elemér, Kerényi Imre | Csíksomlyói passió                          | 1994.           | Nemzeti Színház Várszínház                                      |                                                                                   |
| Móricz Zsigmond | Úri muri                                    | 1995.           | Nemzeti Színház                                                 | Kondás                                                                            |
| Emmet Lavery | Az Úr katonái                               | 1995.           | Nemzeti Színi Akadémia Várszínház - Refektórium Nemzeti Színház | Keene                                                                             |
| Victorien Sardou, Émile Moreau | Szókimondó asszonyság                       | 1995.           | Nemzeti Színház                                                 | Corso                                                                             |
| John-Michael Tebelak | Godspell                                    | 1995.           | Vörösmarty Színház Pelikán Udvar                                |                                                                                   |
| Miguel de Cervantes Saavedra, Dale Wasserman | La Mancha lovagja                           | 1995.           | Nemzeti Színház                                                 |                                                                                   |
| John-Michael Tebelak | Godspell                                    | 1995.           | Nemzeti Színház Várszínház                                      |                                                                                   |
| Németh László | Villámfénynél                               | 1995.           | Nemzeti Színház Várszínház, Refektórium                         | Határvári Árpád                                                                   |
| Georg Kaiser | A főnyeremény                               | 1996.           | Nemzeti Színház Várszínház                                      | Axel, Magnussen fia                                                               |
| Heltai Jenő, Johann Nepomuk Nestroy | Lumpáciusz Vagabundusz vagy a három jómadár | 1996.           | Nemzeti Színház                                                 | Első kártyás                                                                      |
| Göncz Árpád | Magyar Médeia                               | 1996.           | Nemzeti Színház Várszínház, Refektórium                         | Rendőr                                                                            |
| Madách Imre | Az ember tragédiája                         | 1997.           | Nemzeti Színház Várszínház                                      |                                                                                   |
| Móricz Zsigmond | Nem élhetek muzsikaszó nélkül               | 1997.           | Nemzeti Színház                                                 | Viktor, pesti jogász                                                              |
| William Shakespeare | Romeo és Júlia                              | 1998.           | Nemzeti Színház                                                 | Benvolio                                                                          |
| Jókai Mór, Böhm György, Korcsmáros György | A kőszívű ember fiai                        | 1998.           | Nemzeti Színház                                                 | Goldner Fritz                                                                     |
| Sütő András | Balkáni gerle                               | 1998.           | Nemzeti Színház                                                 | Csaba                                                                             |
| Christopher Hampton | Filantróp/Emberbarát (átdolgozás)           | 1998.           | Újreneszánsz Színház Merlin Színház                             | John                                                                              |
| Herczeg Ferenc | Majomszínház                                | 1999.           | Nemzeti Színház                                                 | Zuru                                                                              |
| Tennessee Williams | Az ifjúság édes madara                      | 1999.           | Nemzeti Színház Várszínház                                      | Dan Hatcher                                                                       |
| Boldizsár Miklós, Bródy János | István, a király                            | 2000.           | Nemzeti Színház                                                 | Hont                                                                              |
| Heltai Jenő | Szépek szépe                                | 2000.           | Magyar Színház                                                  | Szikora gróf, ceremóniamester                                                     |
| Boldizsár Miklós, Bródy János | István, a király                            | 2001.           | Szegedi Szabadtéri Játékok.                                     | Hont                                                                              |
| William Shakespeare | Téli rege                                   | 2001.           | Magyar Színház                                                  | Dion                                                                              |
| John-Michael Tebelak | Godspell                                    | 2002.           | Magyar Színház                                                  |                                                                                   |
| Heltai Jenő | A néma levente                              | 2002.           | Siklósi Nyári Várszínház Magyar Színház                         | Tiribi, a király udvari bolondja                                                  |
| William Shakespeare | Vízkereszt, vagy amit akartok               | 2002.           | Magyar Színház                                                  | Egy tengerészkapitány                                                             |
| Bakonyi Károly, Martos Ferenc | Bob herceg                                  | 2003.           | Magyar Színház                                                  | Gipsy, pék                                                                        |
| Nyikolaj Vasziljevics Gogol, Vidnyánszky Attila | Az orr                                      | 2003.           | Magyar Színház                                                  | Iván, szolga                                                                      |
| Hector Crémieux, Ludovic Halévy | Orfeusz az alvilágban                       | 2005.           | Magyar Színház                                                  | Phasphe, Tantus segédje                                                           |
| Molière | Scapin furfangjai                           | 2005.           | Városházi Esték (Békéscsaba)                                    | Szilveszter, Octave szolgája                                                      |
| Rejtő Jenő, Schwajda György | A néma revolverek városa                    | 2005.           | Magyar Színház                                                  | Szakállas, 2. cowboy                                                              |
| Alexandre Dumas, Peter Raby | A három testőr                              | 2006.           | Kongresszusi Központ                                            | Aramis                                                                            |
| Valla Attila, Szikora Róbert, (rajzfilm: Nepp József, film: Ternovszky Béla) | Macskafogó                                  | 2006.           | Magyar Színház                                                  | Macsó                                                                             |
| Jean Anouilh | Becket, vagy Isten becsülete                | 2007.           | Magyar Színház                                                  | II. francia báró; II. inas                                                        |
| William Shakespeare | A makrancos hölgy                           | 2009.           | Gózon Gyula Kamaraszínház                                       | Lucentio; Hortensio; Szabó                                                        |
| Bertolt Brecht | A szecsuáni jó ember                        | 2009.           | Magyar Színház                                                  | Sánta                                                                             |
| Edmond Rostand | Cyrano de Bergerac                          | 2009.           | Magyar Színház                                                  |                                                                                   |
| Joseph Kesselring | Arzén és levendula                          | 2010.           | Magyar Színház                                                  | Klein, rendőr                                                                     |
| Molnár Ferenc | Liliom                                      | 2010.           | Pesti Magyar Színház                                            | A Hollunder fiú                                                                   |
| Federico Fellini (filmforgatókönyv), Neil Simon, Ennio Flaiano, Tullio Pinelli, Zöldi Gergely, Cy Coleman, Dorothy Fields | Sweet Charity                               | 2010.           | Pesti Magyar Színház                                            | Manfred; Portás; Hivatalnok; Barney                                               |
| John Ford | Kár, hogy kurva                             | 2010.           | Pesti Magyar Színház Sinkovits Imre Színpad                     | Poggio, Bergetto szolgája                                                         |
| Tennessee Williams | Macska a forró tetőn                        | 2011.           | Pesti Magyar Színház                                            | Tooker tiszteletes                                                                |
| Georges Feydeau | Osztrigás Mici                              | 2011.           | Pesti Magyar Színház                                            | Étienne, Petypon inasa                                                            |
| Berg Judit | Rumini                                      | 2011.           | Pesti Magyar Színház                                            | Balikó, hajósinas, Rumini legjobb barátja                                         |
| Mark Twain, Miklós Tibor | Tom Sawyer és Huckleberry Finn kalandjai    | 2012.           | Pesti Magyar Színház                                            | Mr. Dobbins, a tanító, humortalan agglegény; Brace Dunlap, lecsúszott ültetvényes |
| Szerb Antal, Forgách András | Holdvilág és utasa                          | 2013.           | Pesti Magyar Színház Vasfüggöny mögötti játéktér                | Tamás                                                                             |
| Heinrich von Kleist, Tasnádi István | Közellenség                                 | 2013.           | Pesti Magyar Színház Vasfüggöny mögötti játéktér                | Siegfried, Kunz, Lovász I.                                                        |
| William Shakespeare, Mészöly Dezső | Romeó és Júlia                              | 2014.           | Magyar Színház                                                  | Páris                                                                             |
| Ivanyos Ambrus | Vonalhúzás                                  | 2014.           | Magyar Színház - Sinkovits Imre Színpad                         | Öcs                                                                               |
| Jeney Zoltán | Rév Fülöp                                   | 2014.           | Magyar Színház                                                  | Gyenes; Diás                                                                      |
| William Shakespeare | Macbeth                                     | 2014.           | Magyar Színház                                                  | Ross, skót thán                                                                   |
| Arnold Wesker, Lőrinczy Attila | A konyha                                    | 2015.           | Magyar Színház                                                  | Főpincér                                                                          |
| Billy Wilder, Peter Stone, I. A. L. Diamond, Robert Thoeren, Bátki Mihály, Miklós Tibor, Jule Styne, Bob Merrill, Topolcsányi Laura | Van, aki forrón szereti                     | 2016.           | Magyar Színház                                                  | Dude, gengszter                                                                   |
| Dobozy Imre | A tizedes meg a többiek                     | 2016.           | Magyar Színház                                                  | Fekete                                                                            |
| Böhm György, Korcsmáros György, Horváth Péter, Radványi Géza, Balázs Béla, Dés László, Nemes István | Valahol Európában                           | 2016.           | Magyar Színház                                                  | Sofőr                                                                             |

### További szerepei
- A Vitéz szabólegény színész (bemutató: Gózon Gyula Kamaraszínház) -
- Caligula színész (bemutató: Pasztell Színházi Társulás) -
- Csupaháj, Nyakigláb és Málészáj (bemutató: Gózon Gyula Kamaraszínház) -
- Dibuk (bemutató: Szkéné Színház) -
- Lipótvárosalsó - Felolvasószínház (bemutató: 2003. február 26. Millenáris)
- My Fair Lady (bemutató: 1994. december 2. Magyar Színház) -
- Szentivánéji álom (bemutató: 1991. december 2. Magyar Színház) -
- Színikritikusok Díja 2010/2011 (bemutató: 2011. szeptember 25. Magyar Színház) műsorvezető
- Téli rege (bemutató: 2001. december 7. Magyar Színház) -

### Jelenleg játszott szerepei
Az utolsó módosítás ebben a szakaszban:  2017. február 16., 23:34 (CET)
A Pesti Magyar Színházban:
- Berg Judit: Rumini - BALIKÓ
- Szerb Antal, Forgách András: Holdvilág és utasa - ERVIN
- Jeney Zoltán: Rév Fülöp - GYENES; DIÁS
- Robert Thoeren (Fordító: Bátki Mihály), Jule Styne, Topolcsányi Laura: Sugar (Van aki forrón szereti) - DUDE, gengszter / ELSŐ GENGSZTER[8]
- Dobozy Imre: A tizedes meg a többiek - FEKETE[9]
- Astrid Lindgren: Harisnyás Pippi - RENDŐR, RABLÓ, MATRÓZ
- Dés László, Nemes István, Böhm György, Korcsmáros György, Horváth Péter, Radványi Géza, Balázs Béla: Valahol Európában - SOFŐR[10]
- Molière: A fösvény - LA FLECHE[11]

### Film
- 1993-1994, Kisváros (színes, magyar tévéfilm sorozat) - Tolvaj
- 2000 The Contaminated Man/Vírusbosszú (angol-amerikai-német katasztrófa film) - NATO mesterlövész
- 2000 Rendőrsztori (színes, magyar akciófilm-sorozat)
- 2001 One Day Crossing/Egy nap története (fekete-fehér magyar filmdráma) - Sámuel
- 2003 Oroszlánbarlang (színes, magyar besorolású, amerikai-magyar thriller) - Tomas Nazarov
- 2003 Dinotópia - Őslények szigete (amerikai tévéfilm sorozat), LeSage epizód - Mauro
- 2005 Csak szex és más semmi (magyar vígjátékfilm) - Misi
- 2005 Szőke kóla (magyar film) - Gulyás Péter
- 2005 Dies irae/A harag napja (magyar-angol akciófilm) - Bábjátékos
- 2006 Szabadság, szerelem (magyar film) - ÁVH tiszt
- 2008 Good: A bűn útjai (filmdráma) - rendőr
- 2008 Presszó (magyar tévéfilm sorozat) - fogorvos
- 2010 Tűzvonalban (magyar tévéfilm sorozat) - János[12]
- 2012 Marslakók (magyar tévéfilm sorozat) - Pinyó
- 2013-2016 Munkaügyek (magyar tévéfilm sorozat) - rendőr
- 2014 Fapad (magyar sorozat) – utas kis bőrönddel
- 2016 Jóban Rosszban (magyar sorozat) - Makai Tamás
- 2017 Tóth János (magyar sorozat) - rendőr
- 2018 A színésznő – Feri
- 2018 Holnap Tali! (magyar sorozat) - Tombor nyomozó[13]
- 2018 X – A rendszerből törölve (magyar thrillerfilm) - rendőr a lépcsőházban[14]
- 2019 Alvilág (magyar krimi sorozat) - Lipták embere
- 2019 Cseppben az élet (magyar életrajzi sorozat) - Faragó
- 2019 200 első randi (magyar sorozat) - Perlaki Sándor
- 2020 Drága örökösök (magyar sorozat) - Kárászi Szabó
- 2020 Egyszer volt Budán Bödör Gáspár (magyar sorozat) - Taskó Márton
- 2020-2021 Doktor Balaton (magyar sorozat) - rendőr
- 2021 Mintaapák (magyar sorozat) - Barkó
- 2021 A mi kis falunk (magyar sorozat) - Szaunázó férfi
- 2021 Keresztanyu (magyar sorozat) - Olasz férfi
- 2022 Hotel Margaret (magyar sorozat) - Rendőr
- 2022 Az énekesnő (magyar film) - Rendőr
- 2022 Ida regénye (magyar film) - Recepciós
- 2023 Gólkirályság (magyar sorozat) - Sanyi
- 2025 Pokoli rokonok (magyar sorozat) - újságíró

## Szinkron munkái

### Film és sorozat szinkron
- Andor - B2EMO (Dave Chapman)
- A nevem Earl (My name is Earl) - Donny Jones - Silas Weir Mitchell
- Az örökség - Alejandro Beltrán Guerra (Jorge Luis Pila)
- Battle Royale (Batoru rowaiaru) - Kavada Sógo (Taro Yamamoto)
- A cigány (Le gitan) - Mareuil (Bernard Giraudeau)
- Doktor Rush (Rush) - Dr. William P. Rush (Tom Ellis)[15]
- Az embervadász (Manhunter)  - Dr. Hannibal Lecter (Brian Cox)
- Erőszakos zsaru (Sono otoko, kyôbô ni tsuki) - Kikuchi (Makoto Ashikawa)
- A fehér féreg búvóhelye (The Lair of the White Worm)  - Angus Flint (Peter Capaldi)
- A galaxis őrzői (Guardians of the Galaxy) - Kraglin (Sean Gunn)
- A galaxis őrzői vol. 2. (Guardians of the Galaxy vol. 2.) - Kraglin (Sean Gunn)
- A galaxis őrzői: 3. rész (Guardians of the Galaxy vol. 3.) - Kraglin (Sean Gunn)
- Thor: Szerelem és mennydörgés (Thor: Love and Thunder) - Kraglin (Sean Gunn)
- A galaxis őrzői – Ünnepi különkiadás (The Guardians of the Galaxy Holiday Special) - Kraglin (Sean Gunn)
- Amerika Kapitány: A tél katonája (Captain America:  The Winter Soldier) - Yen tanácsos (Chin Han)
- Jurassic World: Bukott birodalom (Jurassic World: Fallen kingdom) - Technikus (Robert Emms)
- A gyanú árnyékában (Shadow of a Doubt) (2. magyar változat 2009) - Jack Graham (Macdonald Carey)
- Kísértetház (Hellraiser)  - Steve (Robert Hines)
- Ördögi kör - Jimmy Cardona (Jorge Luis Pila)
- Parkour életre-halálra (Tracers) - Miller (Adam Rayner)
- Sarokba szorítva (Diego Suárez) - Jorge Luis Pila
- Sulihuligánok (Old School) - Seann William Scott (Seann William Scott)
- Számkivetett (Cast Away) - Ramon (Paul Sanchez)
- Szulejmán - Gül Ağa (Engin Günaydın) (2. hang)
- Szindbád hét próbája (The 7 Adventures of Sinbad) - Adrian Szindbád (Patrick Muldoon)[16]
- Szörnyvilág (Little Monsters) - Glen Stevenson (Daniel Stern)
- Véresen egyszerű (Blood Simple)  - Meurice (Samm-Art Williams)
- Viktória (televíziós sorozat) - Ernest herceg (David Oakes)[17]
- Zárt ajtók mögött - Matias Santa María Hurtado (Jorge Luis Pila)

### Anime és rajzfilm szinkronok
- Andy, a vagány: Peter Lik[16]
- Bűvös varázskardok: Ralphio Sabreware
- Chop Socky Chooks: Doktor Wasabi[16]
- Ed, Edd és Eddy: Eddy (1. hang)[16]
- Fullmetal Alchemist - A bölcsek kövének nyomában: Heymans Breda
- Fullmetal Alchemist: Shamballa hódítója: Heymans Breda
- Fullmetal Alchemist: Testvériség: Heymans Breda
- Gumball csodálatos világa: Fánk rendőrfőnök (1. évad)
- InuYasha, a film 3. – A világhódítás kardjai: Setsunai Takemaru
- Hot Wheels AcceleRacers: Taro Kitano (1-2 film, és 4. film)[16]
- Kalandra fel!: Üzletember (piros nyakkendős)[16]
- Medvetesók: Nom Nom (1. hang)[16]
- Mi lenne, ha…?: Kraglin
- Star Wars: Lázadók: Thrawn Főadmirális[16]
- Transformers Mentő Botok: Vadász[18]
- Transformers: Mentő Bot Akadémia: Vadász[18]
- W.I.T.C.H. (televíziós sorozat): Himerish, az Orákulum és Lord Cedric (51. epizód)[16]
- Star Wars: A klónok háborúja: Vaughn Százados (Dee Bradley Baker)
- Star Wars: A Rossz Osztag: Raney (Liam O’Brien)

### Reklám szinkronok
- 2008- Az "50 éves a LEGO kocka" kampány reklámok szinkronhangja[19]

## Díjai, elismerései
- Főnix díj (2014)[20]
- Farkas–Ratkó-díj (2017)[21]
- Agárdy-emléklánc (2021)[22]